# Теледам
Теледам је у грчкој митологији био Агамемнонов син.

## Митологија
Био је син Агамемнона и Касандре, Пелопов брат близанац. Оба брата је убио Егист у Микени, у време када је убио и Агамемнона и Касандру. Према Паусанији, браћа су била сахрањена у једном гробу, крај гроба свог оца и кочијаша Еуримедонта у Микени. Паусанија је једини аутор који је уопште поменуо да су Агамемнон и Касандра имали деце.

## Напомена
Теледам је и друго име Одисејевог сина Телегона.